# Alfredo Cohen
Alfredo Cohen, all'anagrafe Alfredo D'Aloisio (Lanciano, 8 ottobre 1942 – Tunisi, 2 dicembre 2014), è stato un cantautore e attore italiano.

## Biografia
Il suo vero nome era Alfredo D'Aloisio, Cohen era il cognome della madre. Negli anni settanta fu tra i primi attivisti del Fuori! (Fronte Unitario Omosessuale Rivoluzionario Italiano), il primo movimento in Italia attivo nella lotta per i diritti degli omosessuali, e fu anche redattore dell'omonima rivista.
Iniziò l'attività teatrale nel 1974 a Torino con lo spettacolo di cabaret Dove vai stasera amico?, nel quale interpreta un'antologia di personaggi gay. Sullo stesso tema realizzò altri spettacoli negli anni successivi: nel 1975 Oggi sul giornale e nel 1976 Salve signori sono normale. Nel 1977 firmò i testi e le musiche del suo album Come barchette dentro un tram, mentre  gli arrangiamenti sono di Franco Battiato e Giusto Pio con la copertina disegnata da Ugo Nespolo.
Nel 1978 tornò a teatro con il monologo Mezzafemmina e za' Camilla. Nel 1979 con Franco Battiato e Giusto Pio scrisse parte del testo di 2 canzoni: Roma e Valery (il testo di quest'ultima era esclusivamente di Cohen). Valery era dedicata alla transgender Valérie Taccarelli che Cohen conobbe a Bologna dove lei era attivista del Circolo di cultura omosessuale 28 giugno, uno dei primi in Italia, divenuto poi Cassero LGBT Center. Rimaneggiata nel testo e arricchita del ritornello, la canzone Valery diventò Alexanderplatz, cantata da Milva nel 1982.
Agli inizi degli anni ottanta Cohen abbandonò il tema del sessismo e portò in scena opere sulla società di quegli anni. Lavorò anche per il cinema: diretto da Mario Monicelli fece brevi apparizioni in Il marchese del Grillo (1981), nel ruolo del cantante castrato, e in Parenti serpenti (1992), nella parte di Osvaldo detto "La Fendessa". 
Negli anni novanta interpretò un ultimo spettacolo teatrale, ritirandosi poi a vita privata.

## La morte
Cohen è morto a Tunisi il 2 dicembre 2014. Angelo Pezzana, compagno per dieci anni del cantautore, in un'intervista concessa al Fatto Quotidiano, ha dichiarato che a suo avviso si trattò di un omicidio: «Alfredo era andato ad Hammamet in vacanza, come altre volte. Trovarono il corpo in strada, senza un soldo, malgrado appena un paio di giorni prima fosse partito dall’Italia con in tasca tre mesi di anticipo sullo stipendio. Non ci fu autopsia. Se ne è andato in modo violento, il mio amico cantautore. Il mio amico poeta».
Dopo la scomparsa di Cohen, il Comune natio di Lanciano gli ha intitolato il foyer del teatro comunale "Fedele Fenaroli"

## Filmografia
- Il marchese del Grillo di Mario Monicelli (1981)
- Parenti serpenti di Mario Monicelli (1992)

## Discografia

### 33 giri
- 1977  - Come barchette dentro un tram (It, ZPLT 34001)[8]

### 45 giri
- 1979 - Valery/Roma (IT, ZBT 7149)[9]